# (34254) Mihirpatel
2000 QN114 (asteroide 34254) é um asteroide da cintura principal. Possui uma excentricidade de 0.12868420 e uma inclinação de 4.22115º.
Este asteroide foi descoberto no dia 24 de agosto de 2000 por LINEAR em Socorro.